# 2023년 8월 죽음
다음은 2023년 8월에 사망한 저명한 인물 목록이다.
- 8월 1일
  - 대한민국의 소설가 강기희

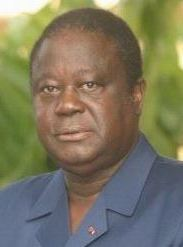
앙리 코낭 베디에

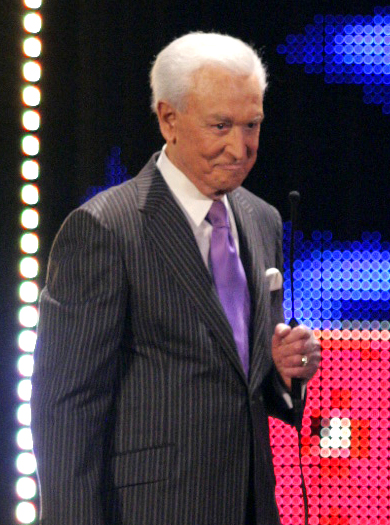
밥 바커

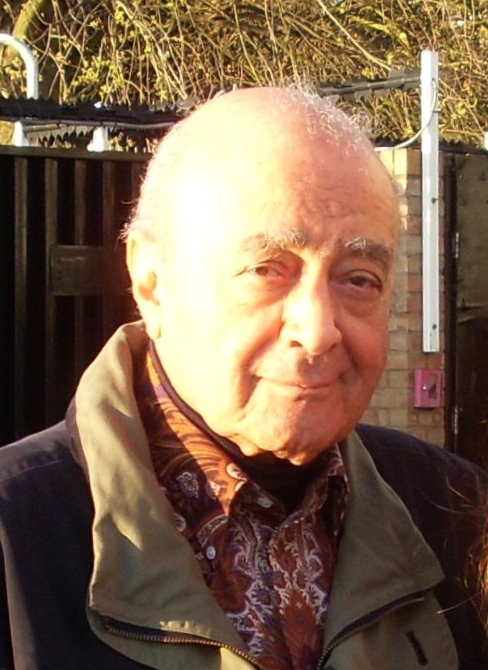
모하메드 알파예드

  - 코트디부아르의 제2대 대통령 앙리 코낭 베디에
- 8월 2일 - 대한민국의 영화배우 지건우
- 8월 3일
  - 대한민국의 정치인 문동신
  - 미국의 영화배우 마크 마골리스
  - 대한민국의 목회자 오상진
- 8월 4일 - 칠레의 예술가 루이스 알라르콘
- 8월 5일 - 일본의 만화가 사노 나미
- 8월 7일
  - 브라질의 영화배우 아라시 발라바냔
  - 미국의 영화감독 윌리엄 프리드킨
- 8월 8일 - 미국의 싱어송라이터 식스토 로드리게스
- 8월 9일
  - 캐나다의 싱어송라이터 로비 로버트슨
  - 에콰도르의 정치인 페르난도 비야비센시오
  - 에스토니아의 영화배우 이타 에베르
- 8월 10일 - 이탈리아의 작가 미켈라 무르자
- 8월 12일
  - 대한민국의 배우 이경표
  - 대한민국의 성우 황원
- 8월 15일
  - 브라질의 영화배우 레아 가르시아
  - 대한민국의 경제학자 윤기중
- 8월 16일
  - 이탈리아의 성악가 레나타 스코토
  - 러시아의 군인 겐나디 짓코
- 8월 17일 - 대한민국의 정치인 임덕규
- 8월 18일 - 덴마크의 작가 요른 릴
- 8월 19일
  - 대한민국의 트로트가수 명국환
  - 미국의 컴퓨터과학자 존 워녹
  - 미국의 영화배우 론 시퍼스 존스
  - 일본의 애니메이션 미술감독 야마모토 니조
  - 소련의 영화감독 이고리 야술로비치
- 8월 22일
  - 인도의 수학자 칼리암푸디 라다크리슈나 라오
  - 대한민국의 정치인 박상우
  - 미국의 육상선수 톰 코트니
  - 이탈리아의 싱어송라이터이자 음악가 토토 쿠투뇨
- 8월 23일
  - 러시아의 군인 드미트리 웃킨
  - 미국의 프로레슬링선수 테리 펑크
  - 러시아의 기업인 예브게니 프리고진
- 8월 24일
  - 대한민국의 정치인 국승록
  - 미국의 프로레슬링선수 브레이 와이엇
  - 영국의 기타리스트 버니 마즈든
  - 미국의 영화배우 알린 소킨
- 8월 26일
  - 대한민국의 기업인 김석원
  - 미국의 방송인 밥 바커
- 8월 28일 - 대한민국의 가수 임종임
- 8월 30일 - 이집트의 사업가 모하메드 알파예드
- 8월 31일
  - 미국의 영화배우 게일 허니컷
  - 대한민국의 정치인 권문용